# 欧阳瑛
欧阳瑛（1898年—1932年），又名欧阳锡瑛，广东香山人，女飞行员。

## 生平
欧阳瑛祖籍广东省香山县大岭村，先祖在乾隆年间侨居美洲，父亲出生在美国，母亲是白人。1906年4月18日，旧金山大地震爆发，她的父母和两个哥哥均在地震中罹难。随后，她被时任中国驻旧金山副領事欧阳庚夫妇开设的孤儿院收养。
1912年，16岁的欧阳瑛考入航空学校。1924年学成飞行，曾驾驶飞机作长途飞行，从美国洛杉矶飞抵智利圣地亚哥，并因此获智利总统亚历山德里接见，是已知的中国第一位长途飞行的女飞行家。1932年，欧阳瑛在一次空难丧生，终年36岁。

## 备注
1. ↑  参考来源原文为“因此，美国亚力山大总统接见了欧阳瑛。”根据时间和史实修正